# Anastasia Baboerova
Anastasia Eduardivna Baboerova (Oekraïens: Анастасія Едуардівна Бабурова, Russisch: Анастасия Эдуардовна Бабурова; Anastasia Eduardovna Baboerova) (Sebastopol, 30 november 1983 — Moskou, 19 januari 2009) was een Oekraïense journaliste van Russische afkomst voor de Novaja Gazeta en studente aan de Staatsuniversiteit van Moskou. Ze was actief in de Russische anarchistische beweging. Haar laatste artikel ging over Russische fascistische groepen.
Baboerova werd samen met de mensenrechtenadvocaat Stanislav Markelov doodgeschoten. Ze was sinds 2000 de vierde journalist van de Novaja Gazeta die dit lot ten deel viel.